# 大榆树站
大榆树站是一个京哈线上的铁路车站，位于吉林省公主岭市南崴子街道，建于1908年，目前为四等站，邮政编码为136113。目前客运：办理旅客乘降；行李、包裹托运；货运：办理整车货物发到。